# Garwolin

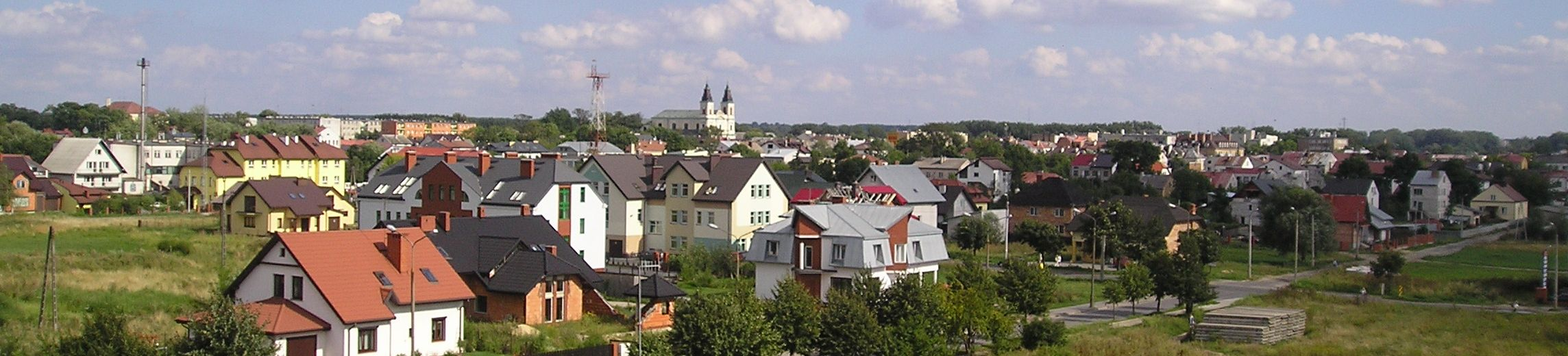
Panorama de Garwolin.

Garwolin es una ciudad de 16 261 habitantes situada a las orillas del río Wilga en Polonia, 60 km al sudoeste de Varsovia. Pertenece al voivodato de Mazovia desde 1999 y anteriormente había pertenecido al voivodato de Siedlce desde 1975 hasta 1998.